# Граф Касл Стюарт
Граф Касл Стюарт в графстве Тирон — наследственный титул в системе Пэрства Ирландии. Он был создан в 1800 году для Эндрю Томаса Стюарта, 9-го барона Касл Стюарт (1725—1809).

## История
Графы Касл-Стюарт вели своё происхождение по мужской линии от шотландского королевского дома Стюартов. Они являлись прямыми потомками сэра Уолтера Стюарта (ум. 1425), хранителя замка Дамбартон, младшего сына Мердока Стюарта, 2-го герцога Олбани, сына Роберта Стюарта, 1-го герцога Олбани, младшего сына короля Шотландии Роберта II. Один из сыновей Уолтера, сэр Эндрю Стюарт получил титул лорда Эйвондейла в 1459 году и стал лордом-канцлером Шотландии (1460—1482). Другой сын, Уолтер Стюарт (до 1425 — до 1488), стал бароном Морфи в 1479 году. Его внук Эндрю Стюарт получил возрождённый титул лорда Эйвондейла (ок. 1499), угасший после смерти его кузена в 1488 году. Лорд Эндрю Эйвондейл был одним из многочисленных шотландских пэров, которые погибли в битве с англичанами при Флоддене в 1513 году.
Старший сын лорда Эйвондейла, Эндрю Стюарт, 2-й лорд Эйвондейл (ум. 1549) обменялся титулом с сэром Джеймсом Гамильтоном из Финнарта (ок. 1495 — 1540), внебрачным сыном Джеймса Гамильтона, 1-го графа Аррана. В 1542 году Эндрю Стюарт был признан парламентом Шотландии лордом Стюартом из Очилтри. Его преемником стал сын — Эндрю Стюарт, 2-й лорд Очилтри (ок. 1521 — 1591), сын которого, Эндрю Стюарт, 1-й барон Касл-Стюарт (1560—1629), унаследовал титул 3-го лорда Очилтри и стал первым камер-юнкером короля Шотландии Якова VI Стюарта. В 1615 году он отказался от титула барона Очилтри в пользу своего двоюродного брака — сэра Джеймса Стюарта, сына Джеймса Стюарта, графа Аррана, младшего сына 2-го лорда Очилтри.
В качестве компенсации за потерянный титул король Яков Стюарт в 1619 году создал для него титул барона Касл-Стюарт (пэрство Ирландии). В 1611 году Эндрю Стюарт поселился в Ольстере, где он получил во владение 3000 акров (12 км²) земли в графстве Тирон. Ему наследовал его сын, Эндрю Стюарт, 2-й барон Касл-Стюарт (1590—1636), который в 1628 году получил титул баронета (Баронетство Новой Шотландии). 2-й барон избрал своей резиденцией замок Roughan и стал основателем Стюартстауна в графстве Тирон. Его старший сын, сэр Эндрю Стюарт, 2-й баронет (ум. 1639), стал 3-м бароном и губернатором Форта Фолкленд в графстве Оффали, сражался на стороне роялистов в Гражданской войне. У него была одна дочь и единственная наследница — Мэри Стюарт, — которая стала женой Генри Говарда, 5-го графа Суффолка, который получил во владение большую часть имений Стюартов в Ирландии. В 1639 году баронский титул унаследовал Джосиас Стюарт, младший брат сэра Эндрю, который умер в 1662 году бездетным. В 1685 году после смерти 4-го барона Касл-Стюарт его преемником стал его дядя, достопочтенный Джон Стюарт (ум. 1685), ставший 5-м бароном. После смерти Джона титул перешёл к его племяннику, Роберту Стюарту из Ирри (1646—1686) в графстве Тирон, старшему сыну Роберта Стюарта из Ирри, третьему сыну Эндрю Стюарта, 1-го барона Касл-Стюарта.
Роберт Стюарт, 6-й барон Касл-Стюарт (ум. 1686), был отцом Эндрю Стюарта (1672—1715), который во время «Славной революции» был отправлен в Шотландию. В возрасте 12 лет он стал законным наследником титула 7-го барона Касл-Стюарт, но после своего возвращения в Ирландию не стал претендовать на титул и владения, которые перешли к вышеупомянутому графу Суффолку. Вместо этого, де-юре 7-й барон избрал своей резиденцией Ирри, которую он переименовал в Стюарт-холл Архивная копия от 11 мая 2017 на Wayback Machine, рядом со Стюартстауном в графстве Тирон. Его сын и преемник, Роберт Стюарт (1700—1742), также проживал в Стюарт-холле. Его преемником стал старший сын, Эндрю Томас Стюарт (1725—1809), который ходатайствовал перед королём и в 1774 году стал полноправным 9-м бароном Касл-Стюарт. В 1793 году для него был создан титул виконта Касл-Стюарт, а в 1800 году он стал 1-м графом Касл-Стюарт (пэрство Ирландии).
Лорд Касл-Стюарт был крещён под именем Томаса Стюарта Эндрю Стюарта-Мура. Мур — девичья фамилия его прабабки по отцовской линии, Энн (Мур) Стюарт, дочери Уильяма Мура Гарви, двоюродной сестры 1-го графа Кланбрассила. Ему наследовал его старший сын, Роберт Стюарт (1784—1854), 2-й граф Касл-Стюарт. Его старший сын, Эдвард Стюарт, 3-й граф Касл-Стюарт (1807—1857), скончался бездетным, и ему наследовал его младший брат, Чарльз Стюарт (1810—1874), 4-й граф Касл-Стюарт. Его единственный сын, Генри Джеймс Стюарт (1837—1914), 5-й граф Касл-Стюарт, получил в 1867 году королевское разрешение на дополнительную фамилию «Ричардсон», которая принадлежала его тестю. Он скончался, не оставив мужского потомства, ему наследовал двоюродный брат, Эндрю Джон Стюарт (1841—1921), который стал 6-м графом. Он был вторым сыном преподобного Эндрю Годфри Стюарта, четвёртого сына 2-го граф Касл-Стюарт. Его два старших сына погибли во время Первой мировой войны. Его преемником в 1921 году стал его третий сын, Артур Стюарт (1889—1961), 7-й граф Касл-Стюарт. Он представлял Харборо в Палате общин Великобритании (1929—1933). Он был женат с 1920 года на Элеонор Гуггенхайм, старшей дочери Соломона Геггенхайма и Ирен Гуггенхайм (урождённой Ротшильд). Два его старших сына погибли во Второй мировой войне.
По состоянию на 2025 год обладателем графского титула является его третий сын — Эндрю Ричард Чарльз Стюарт (род. 1953), 9-й граф Касл-Стюарт, — наследовавший отцу в 2023 году.
Представителем рода Стюарт был Генри Стюарт, 1-й лорд Метвен (ок. 1495 — 1552), младший сын 1-го лорда Эйвондейла (вторая креация). Он был третьим мужем с 1528 года Маргариты Тюдор (1489—1541), дочери английского короля Генриха VII и вдовы шотландского короля Якова IV Стюарта.
Фамильная резиденция — Стюарт-холл в окрестностях Стюартстауна в графстве Тирон.

## Лорды Эйвондейл (ок. 1499)
- Эндрю Стюарт, 1-й лорд Эйвондейл (ум. 9 сентября 1513), один из сыновей Александра Стюарта (ум. 1489);
- Эндрю Стюарт, 2-й лорд Эйвондейл (ум. 1548), старший сын предыдущего, лорд Стюарт из Очилтри с 1542 года.

## Лорды Стюарт из Очилтри (1542)
- 1542—1548: Эндрю Стюарт, 1-й лорд Очилтри (ум. 1548), сын Эндрю Стюарта, 1-го лорда Эйвондейла;
- 1548—1591: Эндрю Стюарт, 2-й лорд Очилтри (ок. 1521 — 21 марта 1591), старший сын предыдущего;
- 1591—1615: Эндрю Стюарт, 3-й лорд Очилтри (1560—1629), сын Эндрю Стюарта, мастера из Очилтри (ум. до 1578) и внук Эндрю Стюарта, 2-го лорда из Очилтри, отказался от титула лорда Стюарта из Очилтри в 1615 году и получил взамен в 1619 году титул барона Касл-Стюарт.

## Бароны Касл Стюарт (1619)
- 1619—1629: Эндрю Стюарт, 1-й барон Касл-Стюарт (1560—1629), сын Эндрю Стюарта, мастера из Очилтри (ум. до 1578) и внук Эндрю Стюарта, 2-го лорда из Очилтри;
- 1629—1639: Эндрю Стюарт, 2-й барон Касл-Стюарт (ум. 30 марта 1639), старший сын предыдущего;
- 1639—1650: Эндрю Стюарт, 3-й барон Касл-Стюарт (ум. 10 августа 1650), старший сын предыдущего;
- 1650—1662: Джозиас Стюарт, 4-й барон Касл-Стюарт (ок. 1637 — 2 декабря 1662), младший сын 2-го барона Касл Стюарт;
- 1662—1685: Джон Стюарт, 5-й барон Касл-Стюарт (ум. 1685), второй сын 1-го барона Касл Стюарт;
- 1685—1686: Роберт Стюарт, 6-й барон Касл-Стюарт (ум. 1686), сын полковника Роберта Стюарта (ум. 1662), племянник предыдущего;
- 1686—1715: Эндрю Стюарт, де-юре 7-й барон Касл-Стюарт (1672—1715), сын предыдущего;
- 1715—1742: Роберт Стюарт, де-юре 8-й барон Касл-Стюарт (3 марта 1700 — 25 марта 1742), сын предыдущего;
- 1742—1809: Эндрю Томас Стюарт, 9-й барон Касл-Стюарт (1725—1809), единственный сын предыдущего, граф Касл Стюарт с 1800 года.

## Графы Касл Стюарт (1800)
- 1800—1809: Эндрю Томас Стюарт, 1-й граф Касл Стюарт (29 августа 1725 — 26 августа 1809), сын Роберта Стюарта, 8-го барона Касл Стюарт, и Маргарет Эдвардс;
- 1809—1854: Роберт Стюарт, 2-й граф Касл Стюарт (19 августа 1784 — 10 июня 1854), старший сын предыдущего;
- 1854—1857: Эдвард Стюарт, 3-й граф Касл Стюарт (11 сентября 1807 — 20 февраля 1857), старший сын предыдущего;
- 1857—1874: Чарльз Эндрю Нокс Стюарт, 4-й граф Касл Стюарт (23 апреля 1810 — 12 сентября 1874), второй сын 2-го графа Касл Стюарт;
- 1874—1914: Генри Джеймс Стюарт-Ричардсон, 5-й граф Касл Стюарт (21 марта 1837 — 5 июня 1914), единственный сын предыдущего;
- 1914—1921: Эндрю Джон Стюарт, 6-й граф Касл Стюарт (21 декабря 1841 — 7 ноября 1921), сын преподобного Эндрю Годфри Стюарта (1812—1889) и внук 2-го графа Касл Стюарт;
- 1921—1961: Артур Стюарт, 7-й граф Касл Стюарт (6 августа 1889 — 5 ноября 1961), третий сын предыдущего;
- 1961—2023: Артур Эйвондейл Патрик Стюарт, 8-й граф Касл Стюарт (18 августа 1928 — 21 ноября 2023), третий сын предыдущего;
- 2023 — настоящее время: Эндрю Ричард Чарльз Стюарт, 9-й граф Стюарт (род. 7 октября 1953), единственный сын предыдущего.